# Slag van Mortimer's Cross

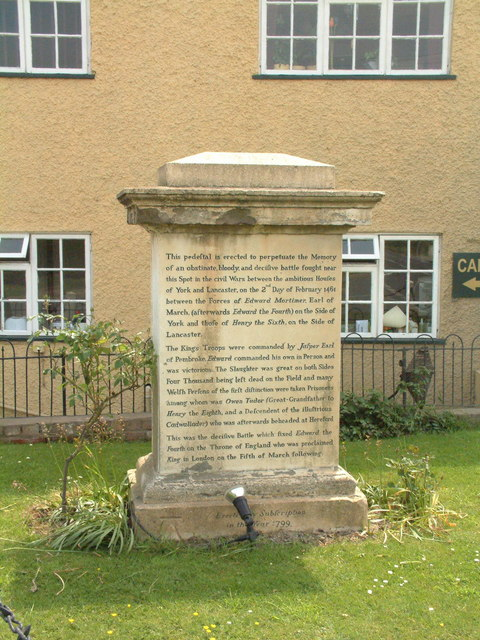
Gedenkzuil in Kingsland, enige kilometers van het slagveld

De Slag van Mortimer's Cross was een veldslag van de Rozenoorlogen, een serie van burgeroorlogen tussen het Huis Lancaster en het Huis York om de troon van Engeland. De slag vond plaats op 2 februari 1461 bij Wigmore, Herefordshire in Engeland.
Na de dood van Richard van York bij de Slag bij Wakefield in december 1460 werden de Yorkisten geleid door de 18-jarige zoon Eduard, die later koning Eduard IV van Engeland zou worden. Hij probeerde in dit gevecht te voorkomen dat Lancasterse troepen uit Wales onder leiding van Owen Tudor en zijn zoon Jasper Tudor zich bij de andere Lancasterse troepen zouden voegen. De Yorkisten wonnen het gevecht en Jasper Tudor vluchtte. Owen Tudor werd gevangengenomen en geëxecuteerd. Deze overwinning maakte de weg vrij voor Eduards kroning later dat jaar.
Het gevecht is ook bekend geworden, doordat voor het gevecht twee bijzonnen in de hemel verschenen. Dit is waarschijnlijk de reden waarom de Yorkisten een zon als hun symbool hebben gekozen.